# Ley de Sentencia de Muerte de 1823
La Ley de sentencia de muerte de 1823 (En inglés: Judgment of Death Act 1823 (sic)) (c.48; derogada) fue una ley del Parlamento del Reino Unido (aunque no se aplicaba a Escocia). Aprobado en un momento en que había más de 200 delitos en la ley inglesa que conllevaban una sentencia obligatoria de muerte, dio a los jueces la discreción de dictar una sentencia menor por primera vez. No se aplicaba a la traición o al asesinato. La ley exigía que los jueces inscribieran una sentencia de muerte en el expediente judicial, pero luego les permitía conmutar la sentencia por prisión.
La Ley fue derogada en Inglaterra y Gales por la Ley de Tribunales de 1971, en la República de Irlanda por la Ley de Revisión de la Ley de Estatutos de 1983 y derogada en 1980 en Irlanda del Norte. [cita requerida] Dado que la piratería con violencia seguía siendo un delito capital, esto tuvo el efecto (presumiblemente no intencionado) de volver a imponer la pena de muerte obligatoria por ese delito, [cita requerida] hasta que la pena de muerte fue abolida por completo en 1998.

## Lectura adicional
- El texto de la ley.

- Datos: Q6302712